# Maharajganj (Rae Bareli)
Maharajganj  es un pueblo y nagar Panchayat situado en el distrito de Rae Bareli en el estado de Uttar Pradesh (India). Su población es de 6673 habitantes (2011). 

## Demografía
Según el censo de 2011 la población de Maharajganj  era de 6673 habitantes, de los cuales 3485 eran hombres y 3188 eran mujeres. Maharajganj  tiene una tasa media de alfabetización del 80,75%, superior a la media estatal del 67,68%: la alfabetización masculina es del 86,74%, y la alfabetización femenina del 74,19%.